# (513) Centesima
(513) Centesima – planetoida z grupy pasa głównego asteroid okrążająca Słońce w ciągu 5 lat i 92 dni w średniej odległości 3,02 j.a. Została odkryta 24 sierpnia 1903 roku w Landessternwarte Heidelberg-Königstuhl w Heidelbergu przez Maxa Wolfa. Nazwa planetoidy pochodzi od łac. słowa centessima (setny, setna), gdyż była to setna planetoida odkryta przez Maxa Wolfa. Przed nadaniem nazwy planetoida nosiła oznaczenie tymczasowe (513) 1903 LY.